# تابتوکسین
تابتوکسین (به انگلیسی: Tabtoxin) یک ترکیب شیمیایی با شناسه پاب‌کم ۱۰۷۸۱۷ است.